# Dury (Aisne)
Dury – miejscowość i gmina we Francji, w regionie Hauts-de-France, w departamencie Aisne.
Według danych na styczeń 2014 roku gminę zamieszkiwało 201 osób, a gęstość zaludnienia wynosiła 26 osób/km².